# 2019年世界水泳選手権バヌアツ選手団
2019年世界水泳選手権バヌアツ選手団は、2019年7月12日から7月28日まで韓国の光州で開催された第18回世界水泳選手権のバヌアツ選手団、およびその競技結果。今大会、バヌアツは世界水泳選手権初参加となった。

## 選手団
- 人員: 選手 1人

## 選手名簿・結果
| 選手                     | 種目          | 予選   | 予選 | 準決勝   | 準決勝   | 決勝     | 決勝     |
| 選手                     | 種目          | 結果   | 順位 | 結果     | 順位     | 結果     | 順位     |
| ------------------------ | ------------- | ------ | ---- | -------- | -------- | -------- | -------- |
| ホリングソード・ウォルル | 男子50m背泳ぎ | 38秒67 | 72位 | 予選敗退 | 予選敗退 | 予選敗退 | 予選敗退 |
| ホリングソード・ウォルル | 男子50m平泳ぎ | 41秒44 | 78位 | 予選敗退 | 予選敗退 | 予選敗退 | 予選敗退 |